# Cyril Peacock
Cyril Francis Peacock (19 de septiembre de 1929-31 de diciembre de 1992) fue un deportista británico que compitió en ciclismo en la modalidad de pista. Ganó dos medallas en el Campeonato Mundial de Ciclismo en Pista, bronce en 1952 y oro en 1954.

## Medallero internacional
| Campeonato Mundial | Campeonato Mundial | Campeonato Mundial | Campeonato Mundial       |
| Año                | Lugar              | Medalla            | Competición              |
| ------------------ | ------------------ | ------------------ | ------------------------ |
| 1952               | París (Francia)    | Medalla de bronce  | Velocidad individual (A) |
| 1954               | Colonia (RFA)      | Medalla de oro     | Velocidad individual (A) |